# Pacific Tri-Nations 1995
Das Pacific Tri-Nations 1995 war die 13. Ausgabe des Rugby-Union-Turniers Pacific Tri-Nations. Dabei spielten die Nationalmannschaften von Fidschi, Westsamoa und Tonga um den Titel des Ozeanien-Meisters. Nach drei Spielen, in denen die drei Teilnehmer jeweils einmal gegen die beiden anderen Teams antraten, sicherte sich Fidschi zum siebten Mal den Titel.

## Tabelle
|    | Land      | Spiele | Siege | Unent. | Ndlg. | Spiel- punkte | Diff. | Tabellen- punkte |
| -- | --------- | ------ | ----- | ------ | ----- | ------------- | ----- | ---------------- |
| 1. | Fidschi   | 2      | 1     | 0      | 1     | 58:42         | + 16  | 2                |
| 2. | Westsamoa | 2      | 1     | 0      | 1     | 47:30         | + 17  | 2                |
| 3. | Tonga     | 2      | 1     | 0      | 1     | 20:53         | − 33  | 2                |

Anmerkung: Ausschlaggebend für die Platzierung war nicht die Punktedifferenz, sondern die Anzahl erzielter Versuche.

## Ergebnisse
| 1. Juli 1995 | Westsamoa                                                                                | 35 : 17        | Fidschi                                                      | Apia Park, Apia Schiedsrichter: Paddy O’Brien (Neuseeland) |
| 1. Juli 1995 | Versuche: Falaniko Fatialofa Lam Leaupepe Vaega Erhöhungen: Kellett Straftritte: Kellett | (16:3) Bericht | Versuche: Bari Rayasi Erhöhungen: Turuva Straftritte: Turuva | Apia Park, Apia Schiedsrichter: Paddy O’Brien (Neuseeland) |

| 8. Juli 1995 | Tonga                                                       | 13 : 12 | Westsamoa                                   | Teufaiva Sport Stadium, Nukuʻalofa Schiedsrichter: Steve Walsh (Neuseeland) |
| 8. Juli 1995 | Versuche: Kolo Erhöhungen: Isitolo Straftritte: Isitolo (2) | Bericht | Straftritte: Kellett (3) Dropgoals: Kellett | Teufaiva Sport Stadium, Nukuʻalofa Schiedsrichter: Steve Walsh (Neuseeland) |

| 15. Juli 1995 | Fidschi                                                                                  | 41 : 7         | Tonga                                | National Stadium, Suva Zuschauer: 10.000 Schiedsrichter: Glenn Wahlstrom (Neuseeland) |
| 15. Juli 1995 | Versuche: Bale Bari (2) Katalau Nadolo Rayasi Erhöhungen: Turuva (4) Straftritte: Turuva | (17:0) Bericht | Versuche: Masila Erhöhungen: Isitolo | National Stadium, Suva Zuschauer: 10.000 Schiedsrichter: Glenn Wahlstrom (Neuseeland) |